# Tipus (tipografia)

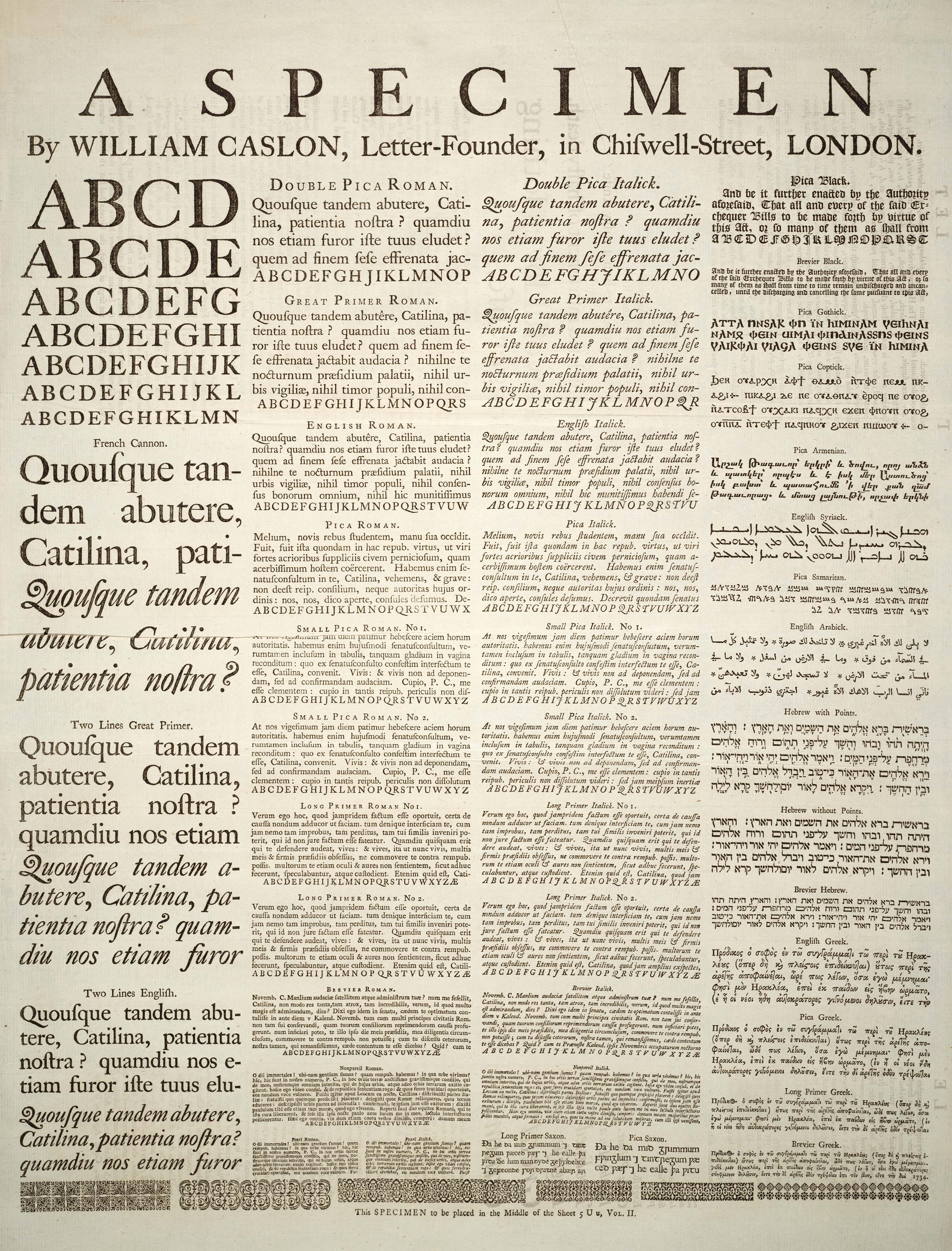
Mostres de tipus de lletra d'una composició tipogràfica per William Caslon, fundador, tret de la Cyclopaedia de 1728

En tipografia, el tipus, caràcter tipogràfic o, col·loquialment, tipo és una peça metàl·lica (generalment un aliatge amb base de plom) en forma de paral·lelepípede que du en relleu una lletra o signe. Un conjunt complet d'aquestes peces, també anomenades tipus mòbils, amb totes les lletres, xifres i signes amb les mateixes característiques i del mateix cos, forma una pòlissa. Els tipus servien en la impressió tipogràfica per compondre el text per a la seva impressió. Aquests són fosos en una fonedora o bé directament a les màquines de composició tipogràfica (monotips i linotips).

## Antecedents dels tipus mòbils
Molt abans que Johannes Gutenberg iniciés els seus experiments tipogràfics, els homes de les primeres civilitzacions ja es van interessar a fixar les lletres i els símbols dels seus primitius alfabets en suports adequats que facilitessin la lectura. Els egipcis primer, i després els romans, van perfeccionar la tècnica d'esculpit sobre pedres, argiles i marbres amb la creació dels primers tipus de lletra. No van faltar els qui van veure en aquests intents els precedents de la moderna tipografia.

### Suports d'escriptura
Una vegada inventada l'escriptura, la seva conseqüència natural fou, més tard o d'hora, el naixement del llibre i dels tipus. El primer suport d'escriptura va ser la pedra; prova d'això en són les extenses llegendes jeroglífiques gravades en les piràmides d'Egipte milers d'anys abans de l'Era cristiana. A la pedra la va succeir el metall (or, bronze, plomo, etc.) i posteriorment els llistons encerats de fusta, que eren làmines cobertes per una capa de cera sobre les quals s'escrivia amb l'ajuda d'un punxó. Aquests darrers van ser molt utilitzats per grecs i romans.

### Papir
El papir és una planta que creix a les ribes del Nil i altres rius africans. Els egipcis obrien perpendicularment la tija amb un punxó i n'extreien llences molt fines que enganxaven entre si per a formar rotllos. Aquests podien aconseguir els 15–20 metres de longitud. Els caràcters s'escrivien en columnes al llarg del rotllo per mitjà d'un càlam, fet d'una ploma d'au. La tinta s'obtenia a partir de plantes vegetals i animals. Atropellats en cilindres de fusta, en un dels seus extrems s'enganxava una llença de pergamí en la qual s'escrivia el títol de l'obra. Per a la seva lectura es desenrotllava el papir amb una mà i es recollia amb l'altra. Se'ls considerà com els primers llibres i rebien el nom de volum (del llatí volvere, embolicar).

### El pergamí
Deu el seu nom a la ciutat de Pèrgam, antiga ciutat d'Àsia Menor. Es feien amb pell de cabra o de carner, que convenientment adobada permetia l'escriptura sobre la seva superfície. Les classes de pells així creades eren dues i van rebre el nom de pergamí i vitel·la. Amb la difusió del pergamí es va generalitzar gradualment l'ús del llibre en quaderns en comptes d'en rotllos. A la unió de diverses fulles escrites (que tenien forma rectangular) se la va anomenar còdex. Es cuidava la seva conservació, cosint els quaderns i unint-los amb una llença de cuir pel llom, folrant-los amb dues taules de fusta que es cosien amb nervis de bou i que es cobrien amb pell per a facilitar la seva conservació.

### Palimpsestos
Neixen a conseqüència de l'escassesa de papirs i pergamins. Generalment eren pergamins als quals s'esborrava el seu contingut, rentant o raspant la seva superfície, per a reescriure sobre ells. Aquest fet, va portar com a conseqüència la desaparició de nombrosos textos manuscrits.

### Paper
Inventat a la Xina. Era obtingut a força de canya de bambú, palla d'arròs, fibra de morera, etc. El coneixement de la seva existència va arribar als àrabs, passant prèviament per Corea i Japó. Aquests el van fabricar gairebé exclusivament amb draps de cotó obtenint, així, paper de gran qualitat.

### Copistes
Des de les albors de l'edat mitjana, la reproducció de còdexs s'efectuava, majoritàriament, en els monestirs benedictins. En una gran sala anomenada scriptorium els copistes s'asseien en amplis bancs mentre un lector, que se situava en un lloc alt de la sala, anava dictant l'obra. Quants més copistes, més reproduccions s'assolien. Una vegada acabades les còpies aquestes es revisaven i es comparaven amb l'original, efectuant-se les correccions necessàries. L'augment de la producció de llibres manuscrits va portar com a conseqüència la divisió del treball i l'especialització dels copistes. Aquests es van dividir en preparadors de pergamí i vitel·la (que preparaven les fulles donant grandària i finor a la seva superfície), amanuenses (que escrivien el text deixant espai per a inicials i frisos), crisògrafs (que dibuixaven les inicials) i il·luminadors (que pintaven les grans inicials, frisos i altres adorns amb or i diversos colors).

### La impressió tabelària
Tan importants com els copistes eren els gravadors d'il·lustracions en fusta. Aquests artistes, anomenats xilògrafs, reproduïen les seves creacions tallant dibuixos i lletres sobre fusta. Aquestes s'entintaven amb un colorant, i damunt de fulles de pergamí o paper exercint pressió es facilitava la seva reproducció. Aquestes planxes xilogràfiques portaven inscripcions explicatives que a poc a poc van anar guanyant espai a les il·lustracions, de manera que el text va cobrar major protagonisme. Per a la impressió d'un llibre eren necessàries tantes planxes com pàgines. El tipus de lletra utilitzat era gòtic, la fusta de boix i el paper de cotó o de fil, prèviament humitejat. S'entintava la planxa per mitjà de tampons de cuir, farciments de crin de cavall o de drap i col·locat el paper sobre la planxa es transferia la imatge a força de petits cops sobre aquest. El desenvolupament de les impressions xilogràfiques va fer disminuir gradualment les sales de scriptorium dels copistes, que van desaparèixer totalment amb l'arribada dels tipus de metall i la impremta.

### Gutenberg i la impremta

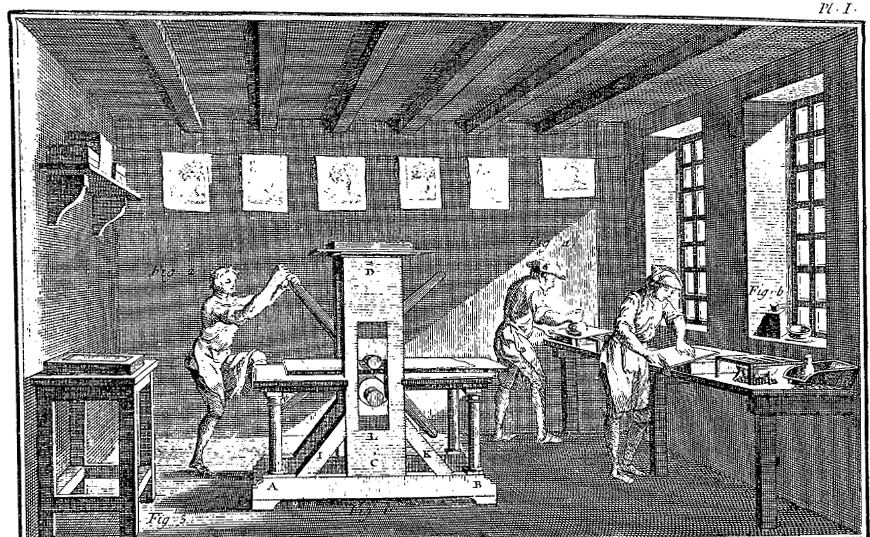
Impremta d'impressió

Cada vegada que es detectava un error les matrius d'impressió calia tornar a tallar tota la planxa. A partir d'aquí van sorgir els tipus mòbils, que permetien compondre una pàgina, i si es cometia un error, únicament calia substituir el caràcter erroni. Atès que aquests tipus permetien ser usats una vegada i una altra, es va optar per fondre'ls en metall.
Sovint s'ha atribuït a l'alemany Johannes Gutenberg el desenvolupament dels tipus mòbils gravats en fusta. En realitat va ser el xinès Bi Sheng (990-1051) qui va desenvolupar, al voltant de 1040, durant la dinastia Song, el primer sistema de tipus mòbils per imprimir textos del qual es té referència. La tecnologia era similar a usada en el jikji coreà de 1377 i la de la impremta que Gutenberg va utilitzar uns 400 anys més tard per produir les seves famoses edicions de la Bíblia. Posteriorment, Peter Schoeffer va perfeccionar l'invent creant els tipus de metall. Gutenberg va utilitzar una vella premsa d'esprémer raïms per als seus primers impresos. La va transformar en un carro mòbil sobre la qual dipositava la forma d'impressió, que s'entintava per mitjà d'un tampó. Col·locat el paper damunt del carro es feia lliscar el quadre que estava situat sota el cargol de la premsa, per mitjà d'una palanca, i així s'efectuava la impressió.

## Els tipus de fosa
L'equip de fosa a pressió es va inventar el 1838 per David Bruce amb el propòsit de produir tipus mòbils per a la indústria de la impressió. La primera patent relacionada amb la fosa a pressió es va concedir l'any 1849 per a una petita màquina accionada manualment per a la producció de tipus d'impressió mecanitzada. L'any 1885 Otto Mergenthaler va inventar la màquina Linotype, que va llançar una línia sencera de tipus com una sola unitat, utilitzant un procés de fosa a pressió. Gairebé va substituir completament el tipus de configuració a mà a la indústria editorial.

## Els mestres impressors i els tipus
Era habitual que els primers mestres impressors fossin també els creadors dels seus propis tipus. Entre ells destaquen:
A. Pannartz i C. Sweinheim
Clergues que provenien del taller de Gutenberg. Van imprimir uns 300 exemplars del Donato pro puerulis, probablement l'única obra impresa en caràcters gòtics. Posteriorment, van crear un nou tipus semigòtic al que van denominar humanístic o romà.
Nicolas Jenson
Va imprimir més de cent cinquanta llibres amb un caràcter de lletra propi anomenat romà o jensonià, gravat i fos per ell mateix. El seu tall era més elegant que els usats per A. Pannartz i C. Sweinheim.
William Caxton
Mereix especial atenció per ser l'introductor de la impremta al Regne Unit.
Aldo Manuzio
Va fundar una impremta a Venècia el 1494. Va estampar nombrosos llibres en grec i llatí per als quals va fondre caràcters ex professo dibuixats i gravats per Francesco Griffo, com ara els Bembo. Novetat principal va ser el tipus inclinat creat per Aldo a l'edició de les obres de Virgili, impreses al 1501, i que estava inspirat en la cursiva romana i en el manuscrit de les Rimes de Petrarca. Aquest tipus de lletra es va anomenar cursivo o "cancilleresco" i més tard es va denominar "aldino" o "italic".
Claude Garamond
Es va dedicar a l'estudi dels caràcters perfeccionant els tipus de Jenson i Manuzio, i creant el tipus de lletra que porta el seu nom. Robert Estienne li va encarregar al 1541 punxar i fondre caràcters grecs en tres cossos coneguts com a grecs del rei. Punxons i matrius es conserven avui dia en la Impremta Nacional de París.
La família Estienne
Henri Estienne, pare d'aquesta família d'impressors, va néixer a Provença el 1460. La seva obra mestra va ser el Quintuplex Psalterium, impresa el 1508 amb tipus romans i a dues tintes (negre i vermell). Dels seus fills va destacar sobretot Robert, però també Charles.
La família Elzevir
Famosa família de tipògrafs i llibreters holandesos. Se'ls atribueix la creació dels tipus elzeverians, encara que existeixen contradiccions sobre la veritable autoria d'aquests tipus que alguns atribueixen a Garamond.
La família Didot
Família francesa de gravadors, fonedors, impressors, llibreters i fabricants de paper que van desenvolupar la seva activitat durant els segles xviii i xix. François Didot, va esser el pare d'aquesta destacada família. Va publicar la Histoire générale des Voyages, en 20 volums molt il·lustrats amb gravats i cartes geogràfiques. El seu fill François-Ambroise va reformar i adaptar el punt tipogràfic ideat per Pierre Simon Fournier, anomenat vulgarment punt Didot. François-Ambroise, amb el seu fill Firmin, va dibuixar, gravar i fondre bellíssims caràcters que van anomenar "romans moderns" i, que més tard van ser perfeccionats per l'italià Bodoni, per l'espanyol Ibarra i diversos gravadors de l'època.
John Baskerville
Com a tipògraf, va crear caràcters que va dibuixar i fondre ell mateix amb un estil de transició entre el tipus "romà clàssic" de Jenson i el més modern de Bodoni.
William Caslon
Contemporani de Baskerville, va néixer al 1692. Cèlebre gravador i fonedor de tipus, va instal·lar una de les primeres foneries tipogràfiques d'Anglaterra. Va aportar millores als tipus elzeverians.
Giambattista Bodoni
Va ser el tipògraf més cèlebre del segle xviii. El 1775 va imprimir Ephithalamia exoticis linguis réddita, sumptuosa obra amb 127 il·lustracions en coure. El text, imprès en 25 idiomes va ser dibuixat, gravat i fos pel mateix Bodoni. En les seves obres destaquen la solemnitat del format, l'harmonia dels seus tipus, la valoració dels marges i blancs, l'elegància de la composició i la proporció de tots els elements de la pàgina. La seva obra mestra va ser el Manuale Tipografico, que no va arribar a acabar i va ser la seva esposa qui el finalitzà. Al Manuale, en dos volums, Bodoni presentava 291 alfabets llatins, 34 de grecs, 48 d'exòtics i una gran quantitat d'orles i vinyetes. Va ser, probablement, el mostrari tipogràfic més elaborat que s'hagi publicat mai.

## El tipus i les seves parts

### Materials que s'utilitzaven en la fabricació
Tipus de metall
El metall que s'empra per a la fabricació de caràcters i altre material tipogràfic s'obté d'un aliatge de plom, antimoni i estany. El plom s'usa per a la fàcil fusió i perquè l'aliatge sigui dúctil i compacte. L'estany serveix per endurir i evitar l'oxidació. L'antimoni serveix per donar més resistència al metall amb la finalitat que no s'aixafi tan fàcilment durant les repetides i nombroses tirades. Els aliatges són diversos, segons les mides dels tipus i l'ús a què es destinen. Així per a la fabricació del metall destinat a blancs, se sol utilitzar l'aliatge següent, anomenat aliatge ordinari: 75 parts de plom, 20 parts d'antimoni i 5 parts d'estany.

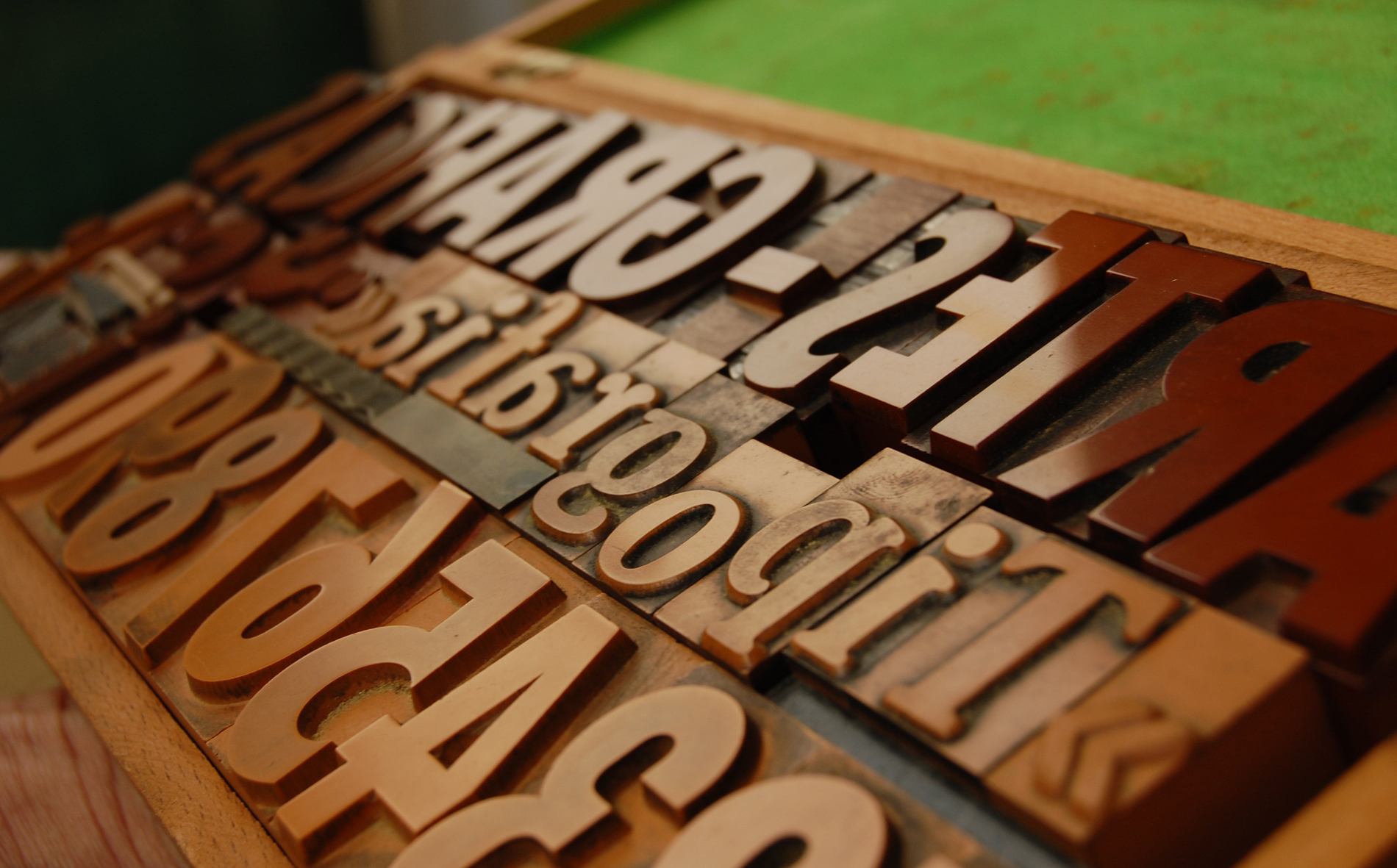
Tipus de fusta
A més dels caràcters de fosa, hi ha també lletres i vinyetes de fusta en els cossos de grans dimensions i s'usen en la composició de cartells i anuncis.
Tot i que difereix naturalment la seva fabricació de la dels tipus de metall, requereixen la mateixa cura meticulosa. S'utilitza per a aquest menester fusta dura especial, generalment de perer o alzina, que ha hagut deixar-se assecar un mínim de cinc anys abans de treballar. Fets els blocs a les dimensions requerides, dibuixants especialitzats tracen sobre la fusta el dibuix de totes les lletres d'un determinat alfabet, altres amb la màquina pantògraf graven cadascuna de les lletres per obtenir l'alfabet model que serveix de guia per preparar les reproduccions del mateix tipus en qualsevol dimensió. Mitjançant el pantògraf de reducció o d'ampliació es pot executar una mida inferior o superior al model. Un cop posada en el seu lloc la lletra model, el pantògraf en breu temps executa totes les reproduccions que es desitgin. Un cop fabricats, aquests tipus es submergeixen en un bany d'oli per fer-los refractaris a l'aigua, i per a la seva conservació no s'han de netejar mai amb lleixiu, sinó amb petroli o benzina.
Tipus d'altres materials
Van aparèixer al mercat tipus de material plàstic i de diversos aliatges metàl·lics que reuneixen els avantatges del poc pes i de la màxima resistència.

### Caràcter
És la figura o forma d'un tipus.

### Parts del tipus
A un tipus s'hi poden distingir les parts que apareixen al següent diagrama:
| Tipus i les seves parts | 1. Ast 2. Ull 3. Gràcia (terminal) 4. Alineació esquerra 5. Muscle inferior 6. Alineació dreta 7. Muscle dret 8. Relleu intern 9. Marca del punxó 10. Cara posterior 11. Cara anterior 12. Cran principal 13. Canal inferior 14. Cos 15. Peu 16. Gruix o amplària 17. Arbre 18. Altura 19. Alçada 20. Muscle esquerre 21. Accent 22. Muscle superior 23. Cran secundari |

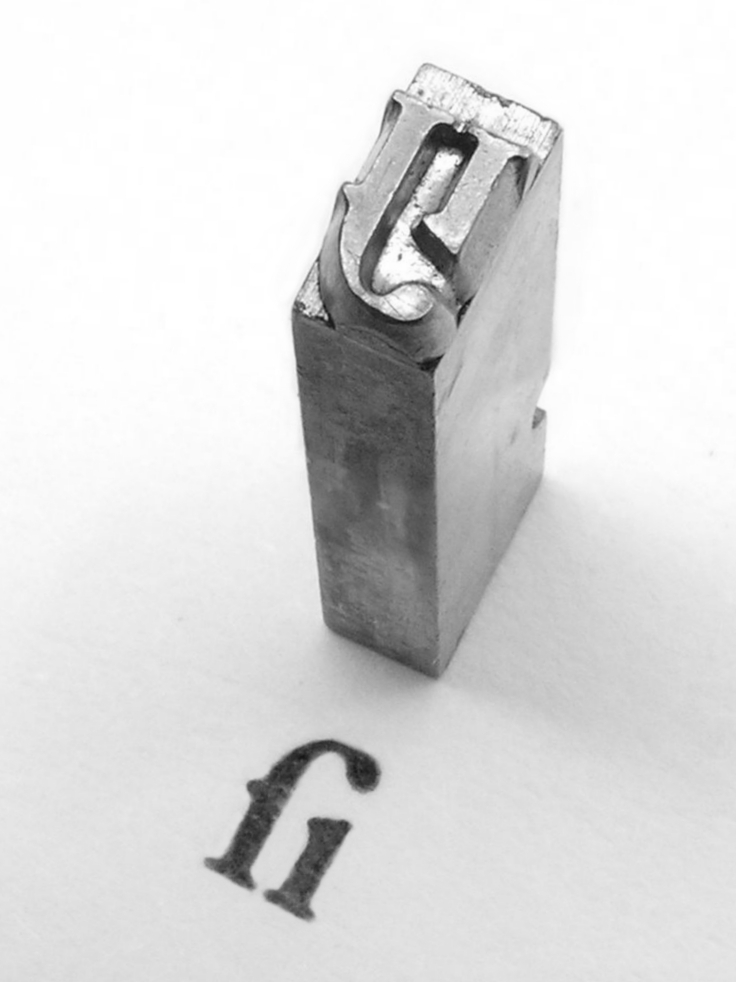
Imatge real d'un tipus

L'ull era el relleu que tenia el tipus en la seva cara superior i l'altura la distància entre la base i la superfície (23,566 mm). La distància entre la cara anterior i posterior determinava el cos del tipus i es mesurava en punts tipogràfics. El conjunt dels diversos cossos d'un tipus determinava la seva família (per exemple, es deia que un text es componia de la família Bodoni, del cos 10 rodó, a 20 cíceros). Els cossos del 6 a l'11 podien augmentar de punt en punt; del 12 al 20 de dos en dos punts; del 24 al 40 de quatre en quatre el 48 no augmentava en relació amb un altre i el 60, 72, 84 i 96 ho feien de 12 en 12 punts. Els cossos majors no existien en plom però sí en fusta. El gruix o amplària és la distància que intervenia entre les cares laterals del tipus, ja que cada lletra d'una mateixa caixa tenen la mateixa altura però no la mateixa amplària (una m era més gruixuda que una i, un punt o una coma). Cran era l'esquerda o esquerdes que portava un tipus en la seva cara anterior i que servia de base per a alinear correctament les lletres en el componedor i verificar que totes elles pertanyien a la mateixa família (la barreja per error d'una família amb una altra es coneixia amb el nom de pastís). Els muscles dret, esquerre, superior i inferior determinaven l'alineació i separació entre lletres. El punxó era un paral·lelepípede d'acer temperat, sobre el qual, després de polir-lo convenientment, es dibuixava i tallava en relleu l'ull de la lletra o signe que es transportava després, mitjançant una fortíssima pressió, sobre el bloc de coure o bronze que constituïa la matriu. És a dir, és el dibuix de la lletra original que dona origen a la matriu que servirà per fondre en sèrie els tipus.

## Classificació dels tipus pel seu estil
Els estils dels caràcters tipogràfics han evolucionat moltíssim des de la invenció de la impremta. El tipus gòtic i les seves variants era el que es va utilitzar més primitivament. A ell li van seguir el tipus romà, fos per Sweynheim i Pannartz i que va ser perfeccionat més tard per Nicolas Jenson i Claude Garamond; l'itàlic (romà cursiva) de Francesco Griffo i Aldo Manuzio; l'elzevirià, dibuixat per l'neerlandès Anton van Dyck o el romà modern destacant com a creadors d'aquest tipus Didot i Giambattista Bodoni. En el segle xix va aparèixer el tipus de pal sec o grotesc derivat, com el romà, de les inscripcions lapidàries antigues realitzades amb caràcters grecs i llatins. L'estil egipci té una denominació convencional d'origen no definit.
La distinció entre tipus es fa en funció dels elements que formen la lletra: l'asta i el remat o terminal, purament decoratiu. Respecte al seu perfil l'asta pot ser recta (M), circular (O), semicircular (C) i mixta (P).

### Famílies tipogràfiques
Família és tot el conjunt o col·lecció de tipus de diversos cossos (rodó, cursiva, negreta, estreta, fina, etc.) que tenien el mateix estil, disseny i nom. Per a distingir la gran varietat de tipus, les fundicions tipogràfiques van adoptar un nom convencional que els identifiqués: Weiss, Ibarra, Cleopatra, Futura, Bodoni, Escorial, etc.

### Classificació dels tipus
Per la seva figura:
- Rodona
- Cursiva
- Negreta
- Minúscula
- Versaleta
- Versal

Pel seu estil o família:
- Gòtica
- Romana antiga o elzeviriana (té la base del seu peu de forma triangular)
- Romana moderna o de Didot (peu filiforme i rectangular)
- Egípcia (de traç gruixut i peu quadrangular, manca de trets fins)
- Pal sec, grotesca o antiga (sense formes especials en el peu i amb la unió dels seus trets angular)
- Caràcters d'escriptura
- Caràcters de fantasia (adorns)

Pels seus elements:
- Ast
- Gràcia

Pel seu ull:
- Fina
- Seminegra
- Negra
- Supernegra
- Estreta
- Ampla o expandida

## El comodí i la caixa de tipus. La composició
El comodí és el moble que es feia servir en la impremta per a guardar les caixes, especialment les de titulars, versaletes, etc. Es distingeix del chibalete per tenir la part superior inclinada.

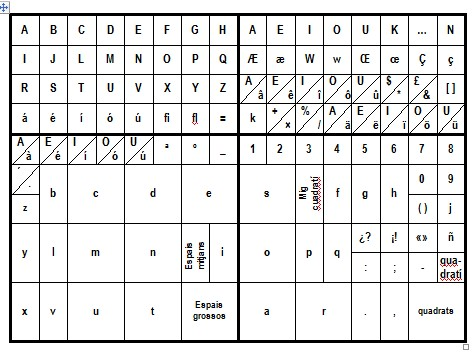
Caixa

La caixa és el calaix de fusta de forma rectangular on es dipositaven els tipus. La caixa gran i la caixa mitjana disposaven d'uns 125 caixetins. La gran podia tenir fins als 150. La seva part frontal s'etiquetava fent constar la família, ull i cos (per exemple, Bodoni rodó, cos 8).
Els caràcters més utilitzats (minúscules i espais) estaven situats a l'abast de la mà i disposaven de major espai per a poder albergar un nombre més gran d'ells (c, d, e, m, n, u, t, s, o, a, r). En la part superior esquerra es trobaven les majúscules, també denominades de caixa alta (per la seva ubicació en la caixa) o versals, nom que tenia el seu origen per la lletra majúscula amb què antigament començaven tots els versos. En la part superior dreta (la contracaixa) se situaven aquells tipus d'escassa utilització i generalment era el lloc on es col·locava l'original del text del qual s'anava a compondre. La part inferior, o caixa baixa albergava els caràcters de les lletres vocals i consonants. El conjunt de tots els tipus que hi havia en una caixa es deia pòlissa i la seva distribució podia variar lleugerament d'una regió a una altra.

## Eines

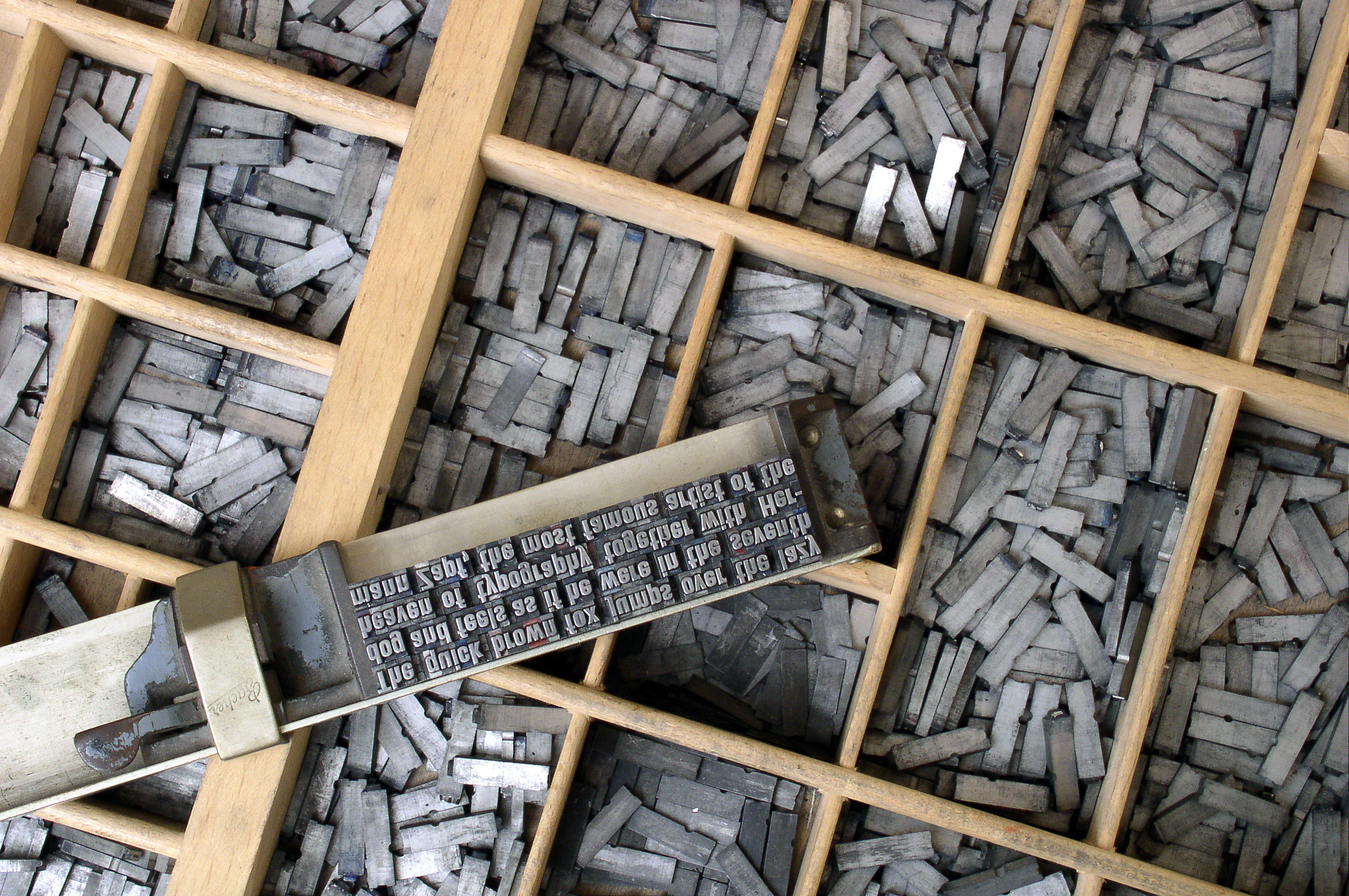
Caixa componedor

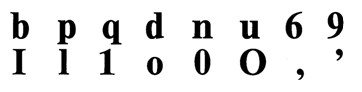
Similitud d'alguns tipus que poden crear confusió

La composició consistia a agafar lletres i espais per a formar paraules, línies i paràgrafs en un componedor. Aquest consistia en un llistó metàl·lic, d'uns 25–30 cm de longitud amb una vora en angle, un topall en un dels seus extrems i una corredissa graduable amb la qual s'establia la mesura del text a compondre.
Tenien amplàries diferents depenent del cos que s'utilitzés en la composició. Col·locat en la mà esquerra i subjecte per una part amb el polze i per l'altra amb els dits restants, la mà dreta es feia lliscar pels distints caixetins on estaven situats els tipus agafant-los un a un (orientat pel cran) i col·locant-los en posició invertida en el componedor on els subjectava el dit polze del caixista. L'ajust de les línies es realitzava pel diferent grossor dels espais. Hi havia caràcters als quals s'havia de prestar especial atenció, ja que a causa de la seva estructura podien crear confusió.
Una vegada corregits els textos i realitzada la impressió es procedia a la distribució. El caixista agafava amb la seva mà dreta una o més paraules i després de llegir-les procedia a retornar cadascun dels tipus a la seva caixa i caixetí corresponent.
Les pinces són unes eines de ferro o acer a manera de petites tenalles, es feien servir per treure amb facilitat de la composició els tipus que s'havien de corregir. Les pinces tenien estries a la cara interior de les puntes, perquè en prendre la lletra no rellisquessin, perjudicant al tipus.
El tipòmetre és un aparell de mesura i càlcul. Consisteix en una regla o cinta enrotllable de metall o material plàstic, graduada per cíceros i punts, que serveix per mesurar el material tipogràfic. Hi ha tipòmetres amb només les mesures tipogràfiques i d'altres amb les seves equivalències mètriques. Aquests darrers són els més útils, ja que serveixen per mesurar també les mides de paper, així com per a la ràpida reducció de cíceros a mm, principalment en els casos de col·locació de gravats. I l'ordinari és que puguin mesurar també línies dels cossos més corrents: 7, 8, 9, 10, etc. L'Institut d'Estudis Catalans publicà l'any 2002 un tipòmetre amb el manual d'instruccions Arxivat 2012-01-11 a Wayback Machine..

## Estris i màquines
Altres estris i màquines són:
Galerina
Planxa de metall o taula de fusta, amb dos llistons de ferro formant angle recte, un a la part inferior i un altre a la dreta, en el qual es dipositen les línies a mesura que es componen.
Galera
Planxa de ferro o zinc guarnida per tres dels seus costats d'uns llistons amb rebaixa a on s'introdueix una altra planxa anomenada pala o volandera. També s'utilitzen sense pala, i en aquest cas, els llistons no tenen rebaixa. Les composicions de grans dimensions es dipositen sobre la galera amb la pala; en retirar aquesta, rellisquen els motlles. D'altra manera seria difícil la seva manipulació.
Portapàgines
Anomenat també portapaquets, és un tros de paper resistent, amb dos o més doblecs, que es col·loca sota la composició. S'utilitza per traslladar amb facilitat la composició i perquè es puguin posar uns paquets sobre d'altres sense que s'empastelin ni es faci malbé l'ull de la lletra. Per portapàgines s'empra amb molt bon resultat el paper d'empaquetar les raimes, procurant al doblegar, que no tingui arrugues ni forats.
Premsa de proves
Màquina en la qual s'obté la primera mostra del paquet o motlle que s'acaba de compondre, per veure i corregir els defectes de composició.
Corró
Cilindre de pasta gelatinosa adherida a una vareta de ferro, que serveix per impregnar de tinta les lletres.
Brossa
Raspall de cerres de porc senglar, que s'usa per netejar els paquets o motlles un cop treta la prova.
Quadrant
Màquina proveïda d'una fulla horitzontal que s'utilitza per tallar regletes o interlínies i també orles de línia o blancs fosos en linotípia.

## La composició mecànica

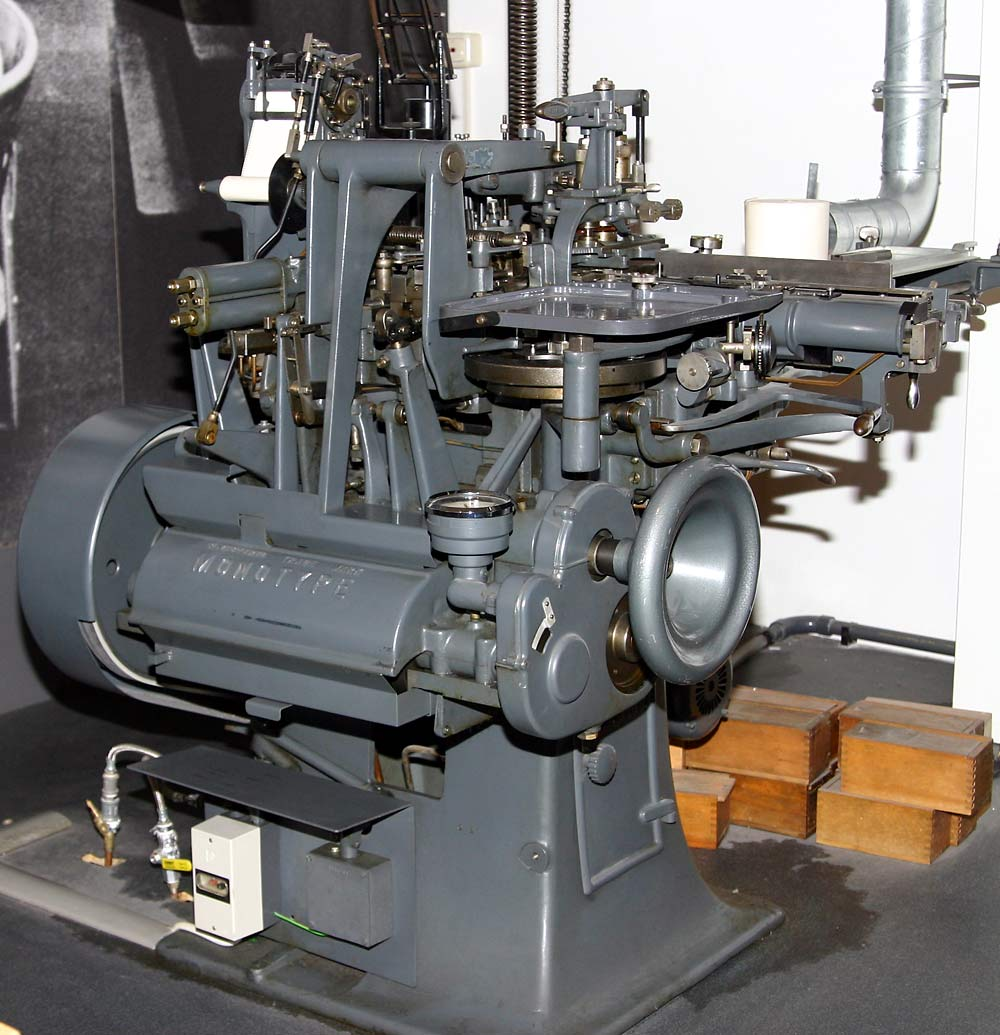
Monotip

Fins a principis del segle xix l'únic afany dels tipògrafs va ser la millora dels tipus d'impremta. Quan el tall dels caràcters es va considerar suficientment perfecte, va venir la invenció de les màquines de compondre, en diferents sistemes i formes. Amb aquestes es va aconseguir una rapidesa sorprenent en la composició de textos, invenció necessària i demandada a causa dels reduïts temps de composició dels que disposaven periòdics i revistes per llançar les seves edicions. La monotip, inventada pel nord-americà Tolbert Lanston, aconseguia major qualitat d'impressió que la que s'aconseguia amb la linotip.
La monotip disposava d'un teclat amb el qual es perforava una cinta de paper continu en accionar una tecla. Un tambor sumava les unitats que tenia cada lletra premuda i mostrava l'ample dels espais que eren necessaris per a justificar cada línia. Posteriorment passava a una fonedora en la qual un quadre de matrius, accionat pel paper continu, fonia els tipus un a un.
La linotípia, inventada en 1886 per l'alemany Ottmar Mergenthaler disposava d'un teclat que accionava unes varetes que alliberaven les matrius contingudes en un magatzem; aquestes es reunien en un componedor formant una línia d'on passaven a un motlle de fosa per a ser posteriorment distribuïdes per un sistema de dents en el seu canal corresponent a l'interior del magatzem. El funcionament de tota la màquina estava accionat per un sistema d'excèntriques de gran precisió. Obtenia línies en les quals es podien barrejar el rodó, la cursiva i fins i tot la negreta en màquines que podien treballar amb dos magatzems simultàniament. Un d'aquests magatzems contenia matrius amb el rodó i la cursiva i un altre amb el rodó i la negreta.
La fotocomposició, també nomenada composició fotogràfica o fototipocomposició era un procediment de composició mecànica que feia servir matrius transparents sobre les quals es projectava llum que incidia sobre una pel·lícula fotogràfica.

## Famílies de tipus
Les famílies tipogràfiques queden determinades per l'anatomia de la font. Hi ha molts tipus de classificacions possibles, serien exemples les classificacions proposades per Maximilien Vox (1954), Robert Bringhurst o la classificació d'ATYPI. La classificació més acceptada és la proposada per L'ATYPI (Associació Tipogràfica Internacional) que les estandarditzà a la norma alemanya DIN 16518.
Aquesta norma agrupa les famílies per característiques comuns, segons la taula següent:
| Romanes   | Pal sec                | Retolades          | Decoratives |
| --------- | ---------------------- | ------------------ | ----------- |
| Antigues  | Lineal sense modulació | Cal·ligràfiques    | Fantasia    |
| Transició | Grotesques             | Gòtiques           | Època       |
| Modernes  |                        | Cursives informals |             |
| Mecanes   |                        |                    |             |
| Incises   |                        |                    |             |

### Romanes
S'agrupen en una mateix tipus perquè les seves principals característiques són:
- Imitació de la cal·ligrafia manual
- Fàcil lectura
- Molt ben proporcionades
- Gran contrast entre rectes i corbes.

Aquesta família admet la següent classificació:
- Antigues:
  - Contrast lleuger
  - Modulació pronunciada
  - Traçat de mig contrast entre fi i gruixut
  - Ex: Times New Roman, Goudy
- Transició:
  - Font de transició entre els antics tipus romà i moderns.
  - Gran varietat de traçades
  - Modula més les astes
  - Ex: Baskerville, Caledonia
- Modernes:
  - Retocs finals rectes
  - Fort contrast de traçades
  - Modulació vertical
  - Ex: Firmin Didot, Fenice
- Mecanes:
  - Molt diferents a les anteriors.
  - S'inclouen en aquest grup per l'assentament dels seus caràcters.
  - No té modulació ni contrast
  - Ex: Lubalin, Stymie
- Incises:
  - Finament contrastades
  - De traçada prima
  - D'ulls grans
  - Ex: Alinea, Baltra.

### Pal sec
Les peculiaritats de les lletres de pal sec són:
- Caràcters d'esquema essencial.
- Estan conformades per línies rectes i cercles units.

S'hi poden diferenciar dues grans famílies:
- Lineals sense modulació:
  - D'essència geomètrica.
  - Traçada d'amplada constant
  - No té modulació ni contrast
  - Ex: Eras, Helvetica
- Grotesques:
  - Contrast poc perceptible.
  - Traçada d'amplada molt fina
  - Ex: Gill Sans

### Retolades
La principal característica és que són fetes a mà i podem distingir entre:
- Cal·ligràfiques;
  - Molt distingides i decoratives.
  - Ex: Comercial Script, Zapf Chancery
- Gòtiques:
  - Verticalitat accentuada.
  - Molt denses, dificulta la seva lectura.
  - Ex: Old English, Forte Grotisch
- Cursives informals:
  - Reprodueixen l'escriptura manual.
  - Ex: Brush, Kauffman

### Decoratives
Com el seu nom indica, estan concebudes per decorar i són d'ús esporàdic:
- Fantasia:
  - Poc llegibles, s'utilitzen per títols
  - Ex: Bombere, Block-Up
- Època:
  - Intenten evocar una època.
  - Traçades senzilles i equilibrades.
  - Ex: Futura, LCD

## Galeria d'imatges comentades
| |
| Parts dels tipus que formen una pòlissa. A la imatge es poden observar alguns dels caràcters que el caixista podia localitzar a la contracaixa (part superior dreta de la caixa o contracaixa). |
| |
| Tipus de fusta. S'emmagatzemaven en caixes de gran amplitud i s'empraven per a la confecció de grans titulars, cartelleria, etc. En plom, els cossos superiors als 36 punts feien incòmode el seu maneig pel seu pes i a les poques unitats que entraven a la caixa. |
| |
| Mobiliari per a l'emmagatzematge d'interlínies, lingots i blancs llestos per a la seva utilització. Els números indicaven la seva longitud en cíceros. Les interlínies servien per separar unes línies d'altres i eren de diferents gruixos 1, 2, 3, 6, 8, 12, 18, 24, 36 punts, etc.). També eren utilitzats com blancs (superfícies que no havien aparèixer impreses).           |
| |
| Numerador manual. Un coixinet impregnat d'un colorant entintava els números que imprimien sumant o restant a cada cop del numerador sobre el paper. Eren utilitzats per numerar correlativament els exemplars d'una obra, o diversos impresos. |
| |
| Caixes d'impremta col·locades en el seu chivalete o comodí. En la seva cara anterior figurava una etiqueta o rètol indicant família i cos dels tipus que emmagatzemava. |
| |
| Minerva automàtica Heidelberg. En la seva part superior es pot observar el sistema de rodets per a l'entintat de la forma, més avall la forma d'impressió. Un enginyós sistema aconseguia per aspiració aixecar el full de paper que era recollida per un aspa que la traslladava fins a la forma d'impressió i la dipositava ja impresa en el seu lloc de recollida (a la dreta). |
| |
| Numerador que es muntava en la forma d'impressió de certs treballs i numerava els exemplars un a un en cada passada (per exemple per a la impressió de butlletes per als aforaments de teatres, cinemes, etc.). |
| |
| Prestatges per a l'emmagatzematge de blancs (36, 48, 60, 72, 84, 96 i més punts). |
| |
| Heidelberg és una coneguda i centenària empresa alemanya dedicada a la fabricació de màquines d'impressió. |
| |
| Lletra fi lligada. També conegudes com a lletres contraccionals, dobles o enllaçades. Eren lletres o símbols units per un o més traços comuns, fosos en un sol tipus. |
| |
| Chivalete albergant diferents caixes amb tipus. Es distingia del comodí per tenir la seva part superior inclinada el que facilitava la composició de textos al posar la caixa amb un grau d'inclinació que facilitava la tasca del caixista. |